# Folembray
Folembray ist eine französische Gemeinde mit 1362 Einwohnern (Stand 1. Januar 2022) im Département Aisne in der Region Hauts-de-France; sie gehört zum Arrondissement Laon und zum Kanton Vic-sur-Aisne.

## Geografie
Die Gemeinde liegt oberhalb des Ailette-Tales, zehn Kilometer südöstlich von Chauny und etwa 18 Kilometer nördlich von Soissons.

## Bevölkerungsentwicklung
| Jahr      | 1962 | 1968 | 1975 | 1982 | 1990 | 1999 | 2006 | 2012 | 2021 |
| Einwohner | 1400 | 1497 | 1368 | 1389 | 1421 | 1490 | 1530 | 1428 | 1370 |

## Sehenswürdigkeiten
- Kirche Saint-Pierre
- Schloss
- zwei Wassertürme
- In einem Waldgebiet nördlich des Dorfkerns befindet sich der Circuit de Folembray, eine Rennstrecke.

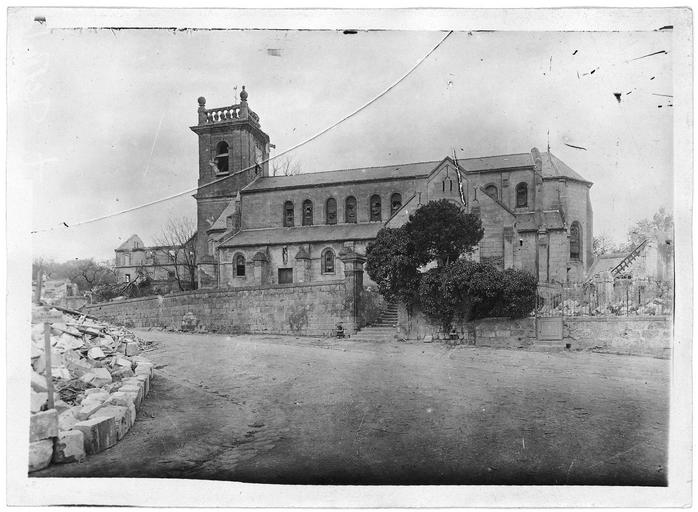
Kirche Saint-Pierre (Aufnahme von 1917)
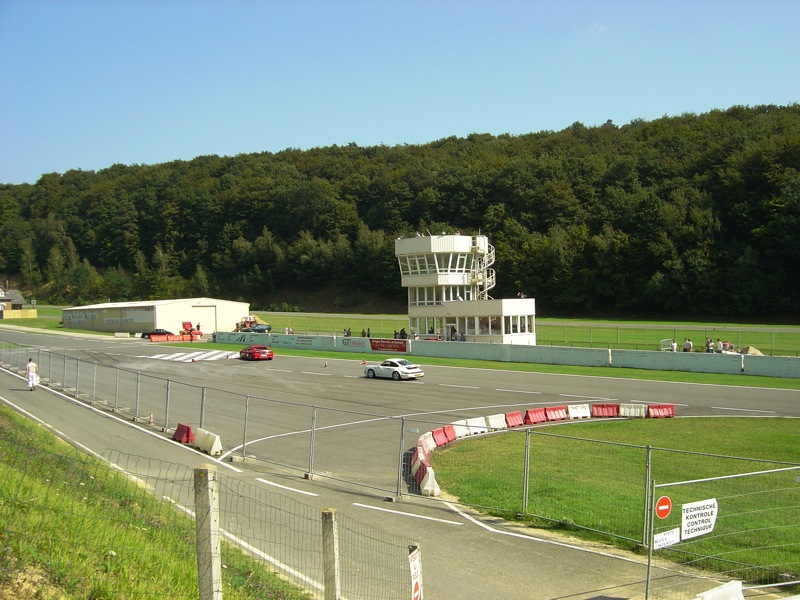
Circuit de Folembray